# رشادیه
رشادیه (به ترکی استانبولی: Reşadiye) شهری است در کشور ترکیه که در استان توکات واقع شده‌است. جمعیت این شهر بر اساس سرشماری سال ۲۰۰۸ میلادی ۹٬۱۰۸ نفر و بر اساس برآوردهای سال ۲۰۰۹ میلادی ۹٬۳۲۴ نفر می‌باشد.